# Dottie Peoples
Dorothy Peoples, também conhecida como Dottie Peoples, é uma cantora estadunidense de música gospel.
Nascida em 12 de agosto de 1950 em Dayton, Ohio, Peoples começou a cantar desde jovem. Após completar o ensino médio, ela excursionou com a pioneira da música gospel Dorothy Norwood, uma membra do grupo The Caravans. Depois disso, ela acompanhou brevemente um conjunto de jazz, se apresentando em vários locais dos Estados Unidos.
Insatisfeita em cantar música secular, a cantora se mudou para Atlanta, retornando às suas raízes na música gospel.
Ela gravou seu álbum de estreia, Live At Salem Baptist Church, em 1993. Em 28 de julho de 2008, Peoples se apresentou num concerto gratuito na East Birmingham Church of God in Christ.

## Educação
Dottie é Doutora Honorária em Música Sacra pela Global Evangelical Christian College (faculdades e rede de seminários parte do International Circle of Faith). Dottie realizou turnês em muitos lugares com a amiga Garnelle Hubbard-Spearman.

## Discografia
- 1984: Surely God is Able
- 1987: Is it Worth is All
- 1993: Live at Salem Baptist Church
- 1995: Christmas with Dottie
- 1995: Live: Featuring "On time God"
- 1996: Count on God, Live
- 1997: Testify
- 1998: The Collection: Songs of Faith & Love
- 1999: God Can God Will
- 2000: Show Up and Show Out
- 2001: Churchin' with Dottie
- 2003: The Water I Give
- 2005: Live In Memphis-He Said It
- 2008: Do It!
- 2013: I Got This (Live)